# Masashi Nishiyama
Masashi Nishiyama (jap. 西山将士, Nishiyama Masashi; * 9. Juli 1985 in Shimonoseki) ist ein ehemaliger japanischer Judoka. Er war Olympiadritter 2012 im Mittelgewicht, der Gewichtsklasse bis 90 Kilogramm.

## Sportliche Karriere
Der 1,78 m große Masashi Nishiyama gewann 2009 bei den alljapanischen Meisterschaften. Im Mai 2009 besiegte er bei den Asienmeisterschaften in Taipeh im Halbfinale den Südkoreaner Kwon Yong-woo und im Finale den Usbeken Dilshod Choriyev. Ende des Jahres gewann er den Titel bei den Südostasienmeisterschaften. 2010 war er mit dem japanischen Männerteam Mannschaftsweltmeister. 2010 und 2011 gewann er das Grand-Slam-Turnier in Tokio.
Bei den Olympischen Sommerspielen 2012 in London gewann er seinen Auftaktkampf gegen den Kirgisen Tschingis Mamedow und das Achtelfinale gegen den Kasachen Timur Bolat nach Kämpfen über die volle Kampfdauer von fünf Minuten, im Viertelfinale unterlag er dem Südkoreaner Song Dae-nam ebenfalls nach fünf Minuten. Seine Kämpfe in der Hoffnungsrunde gegen den Usbeken Dilshod Choriyev und den Russen Kirill Denissow gewann Masashi Nishiyama durch Golden Score in der Verlängerung. Nishiyama belegte mit dem japanischen Team bei den Mannschaftsweltmeisterschaften 2012 den zweiten Platz hinter den Russen, 2013 gewannen die Japaner die Bronzemedaille.
Masashi Nishiyama beendete seine aktive Laufbahn Anfang 2016.